# Bobby Roth
Robert Jay Roth, conegut com a Bobby Roth (Los Angeles, 1950) és un director, guionista i productor de cinema i televisió estatunidenc.

## Vida i carrera
Nascut i criat a Los Angeles, Roth va començar la seva educació terciària a la Universitat de Califòrnia a Berkeley, estudiant filosofia i escriptura creativa abans d'obtenir la llicenciatura en cinema a la Universitat del Sud de Califòrnia el 1972. Va continuar la seva educació a la Universitat de Califòrnia a Los Angeles matriculant-se al programa de Màster en Belles Arts i va rebre el seu títol de postgrau en producció cinematogràfica el 1975. L'any següent, va escriure, produir i dirigir la seva primera pel·lícula, Independence Day. La seva pel·lícula de 1984 Els trencacors va ser presentada al 35è Festival Internacional de Cinema de Berlín. El 1988, Roth va escriure i dirigir la pel·lícula de televisió Dead Solid Perfect.
Al llarg de la seva carrera, Roth ha escrit, produït i dirigit diverses pel·lícules i episodis de televisió i llargmetratges. Les sèries de televisió en què ha treballat inclouen: Dr. Quinn, Medicine Woman, Without a Trace, Criminal Minds, Prison Break, Lost, FlashForward, Fringe, V, The Mentalist, Revenge Marvel's Agents of S.H.I.E.L.D., Grey's Anatomy, o Scorpion entre moltes més.

## Filmografia seleccionada

### Pel·lícules
- Circle of Power (1983)
- Els trencacors (Heartbreakers) (1984)
- Dead Solid Perfect (1988)
- The Man Inside (1990)
- Amanda (1996)
- Jack the Dog (2001)
- Manhood (2003)
- Berkeley (2005)
- Edge of Fear (2018)
- Pearl (2020)

### Telefilms
- El joc de l'amor (Tonight's the Night) (1987)
- The Man Who Fell to Earth (1987)
- Baja Oklahoma (1988)
- Dead Solid Perfect (1988)
- Rainbow Drive (1990)
- Keeper of the City (1992)
- Judgment Day: The John List Story (1993)
- Nowhere to Hide (1994)
- Kidnapped: In the Line of Duty (1994)
- Naomi & Wynonna: Love Can Build a Bridge (1995)
- The Devil's Child (1997)
- A Secret Affair (1999)
- A Holiday Romance (1999)
- Dancing at the Harvest Moon (2000)
- A Date with Darkness: The Trial and Capture of Andrew Luster (2003)
- The Elizabeth Smart Story (2003)
- Brave New Girl (2004)
- RReviving Ophelia (2010)
- The Killing Game (2011)